# Ngadu Langgi
Ngadu Langgi is een bestuurslaag in het regentschap Oost-Soemba van de provincie Oost-Nusa Tenggara, Indonesië. Ngadu Langgi telt 589 inwoners (volkstelling 2010).